# شین اوبرایان
شین اوبرایان (انگلیسی: Shane O'Brien؛ زادهٔ ۲۷ سپتامبر ۱۹۶۰) قایقران روئینگ اهل نیوزیلند بود.
وی در مسابقات کشوری و بین‌المللی در مجموع برندهٔ ۱ مدال طلا، ۱ مدال نقره، ۱ مدال برنز شده‌است.